# Rupți, Plevna
Rupți (în bulgară Рупци) este un sat în comuna Cerven Breag, regiunea Plevna,  Bulgaria. 

## Demografie
Componența etnică a satului Rupți
     Bulgari (85,25%)
     Romi (12,02%)
     Nicio identificare (2,04%)
     Altele (0,68%)
La recensământul din 2011, populația satului Rupți era de 1.173 locuitori. Din punct de vedere etnic, majoritatea locuitorilor (85,25%) erau bulgari, cu o minoritate de romi (12,02%). Pentru 2,04% din locuitori nu este cunoscută apartenența etnică.